# Sei personaggi in cerca d'autore
Sei personaggi in cerca d'autore è un dramma di Luigi Pirandello.
Ritenuto la sua opera più famosa, e quella più caratteristica della sua produzione drammaturgica, debuttò il 9 maggio 1921 al teatro Valle di Roma con esiti clamorosi: tra i detrattori di Pirandello e i suoi ammiratori si rischiò lo scontro fisico.
In una terza edizione del 1925 l'autore aggiunse una prefazione nella quale chiariva la genesi, gli intenti e le tematiche fondamentali del dramma.
È considerata la prima opera della trilogia del teatro nel teatro, composta con le successive Ciascuno a suo modo e Questa sera si recita a soggetto.

## Trama
La scena si apre con un palcoscenico in corso di allestimento per le prove del secondo atto di un'opera teatrale di Pirandello, Il giuoco delle parti. Mentre gli attori e i membri della compagnia si organizzano per la prova, l'usciere annuncia al capocomico l'arrivo di sei persone, che lo seguono con aria smarrita e perplessa. Questi, tra lo sconcerto e il fastidio della troupe teatrale, annunciano di essere personaggi, creati da un autore che poi non ha voluto scrivere il loro dramma. Chiedono che esso sia rappresentato dal capocomico e si offrono di mostrarglielo. Lo svolgimento della vicenda, che si evince (in modo confuso e non lineare) soprattutto grazie alle battute del Padre e della Figliastra, è il seguente:
Il Padre, uomo distinto sulla cinquantina, ha cacciato di casa la moglie (il personaggio è indicato come “la Madre”), che non lo capiva, per permetterle di crearsi una nuova vita con un altro uomo, il segretario che viveva in casa loro, con cui lei aveva una forte intesa. Ha poi mandato il Figlio avuto con lei a balia in campagna per farlo crescere sano e forte, e questi è tornato a casa sua solo molti anni dopo, cresciuto ed emozionalmente distante da lui. Il Padre non perde mai di vista il nuovo nucleo familiare della Madre, che cresce con la nascita di una bambina, la Figliastra; va a guardare quest’ultima che esce dall’asilo, e un giorno le porta pure un regalo. La bambina racconta il tutto alla Madre, che, spaventata, per qualche tempo non la fa più andare a scuola. Il segretario trova lavoro in un altro paese e vi si trasferisce con la famiglia, e così il Padre li perde tutti di vista. Due mesi prima dell’inizio della trama, però, il segretario muore e la famiglia (allargatasi con la nascita di altri due figli, il Giovinetto e la Bambina) è costretta a tornare in patria. Madre e Figliastra trovano lavoro presso un atelier gestito da Madama Pace, che forza la Figliastra, giovane e bellissima, a intrattenersi con degli uomini col pretesto di dover sopperire per degli errori nei lavori della Madre. La ragazza accetta, ma un giorno si trova di fronte, come cliente, proprio il Padre, che non la riconosce; i due stanno per consumare il rapporto quando in stanza entra la Madre, che gridando li interrompe giusto in tempo. Il Padre quindi accoglie in casa tutta la famiglia, con grande fastidio del Figlio, che si sente estraneo a tutta la famiglia.
Convinto dell’interesse della vicenda, il capocomico acconsente a rappresentarla. Dopo una breve pausa per mettersi d’accordo sui dettagli con il Padre (cui corrisponde una pausa effettiva nella rappresentazione teatrale) viene preparata la scena dell’incontro tra Padre e Figliastra nel retrobottega dell’atelier di Madama Pace, ma la Figliastra continua a rallentare i lavori perché vuole che la scena sia identica al luogo vero. Per mostrare alla troupe come impersonare bene Madama Pace, altro personaggio “vivo” ma non presente lì con loro per evitare che si azzuffi con la Madre, il Padre decora la scena con i cappelli e cappotti di alcune attrici, per renderla più simile al vero retrobottega e per “attirare” la donna con gli oggetti del suo mestiere. Lei, orribile megera vestita sgargiatamente, effettivamente appare dalla porta sul retro del palco, spaventando e facendo fuggire gli attori. Rimaste sul palco solo le due donne, inizia così la scena in cui, con una ridicola parlata mezzo italiana e mezzo spagnola, Madama Pace annuncia alla ragazza l'arrivo di un cliente (il Padre). La scena, brevemente interrotta dalla Madre che aggredisce Madama Pace, portandola a uscire di scena, continua con il dialogo tra Padre e Figliastra, così interessante che il capocomico vuole farlo provare subito. Quando il primo attore e la prima attrice la ricreano, però, i due personaggi continuano a interromperli per correggerli o ridere di loro, non riuscendo a rivedersi in loro e trovando infiniti difetti nella scenografia e nei dialoghi, che non rispecchiano la realtà. Segue quindi la scena in cui la Madre separa Padre e Figliastra, con un grido così angosciante che il capocomico, estatico per la riuscita della scena, esclama più volte “Sipario!” a indicare che è ben fatta. Il macchinista però fraintende queste parole e abbassa il sipario, interrompendo la rappresentazione (sia vera che finta).
Il sipario è tirato su e la troupe procede alla rappresentazione della scena seguente, ambientata nel giardino della casa del Padre. Inizialmente il Figlio si rifiuta di partecipare alla rappresentazione (come aveva annunciato dall’inizio), ma, scoperto che non può fisicamente scendere dal palco (essendo legato indissolubilmente agli altri personaggi, anche perché, a differenza dei suoi fratellastri, lui alla fine della vicenda resterà coi suoi genitori), acconsentirà di malavoglia. Uscito in giardino per evitare di parlare con la Madre, scopre la Bambina affogata nella vasca e, sconvolto, scorge dietro un albero il Giovinetto, che, con occhi da pazzo e una rivoltella nascosta in tasca, ha assistito alla scena senza aiutare la sorellina. La Figliastra, intanto, è accovacciata accanto alla vasca e piange. Figlio e Madre vanno velocemente verso il Giovinetto, ma questi si spara, e la Madre grida disperata; quindi tutti i personaggi tranne il Padre escono di scena, mentre il corpo del Giovinetto è portato via su una barella. Allo sconcerto degli attori, che non riescono a capire se il ragazzo sia morto davvero o no, il Padre grida che è successo davvero, quindi esce anche lui di scena.

### La conclusione
Il capocomico, indispettito per la giornata di prove perduta, manda tutti a casa e ordina all'elettricista di spegnere le luci; trovatosi completamente al buio, gli dice di accendergliene almeno una per fargli strada mentre esce. È accesa invece una luce verde dietro il fondo, che proietta quattro grandi ombre - del Padre, della Madre, del Figlio e della Figliastra - sul capocomico, che scappa terrorizzato. Spento il riflettore, dal fondo destro esce il Figlio, seguito dalla Madre, che ha le braccia protese in avanti come per cercare di afferrarlo; dal fondo sinistro, invece, esce il Padre. Tutti e tre  si fermano in mezzo al palcoscenico. Esce quindi la Figliastra che, ripetendo la sua perdizione, corre verso le scalette e, fermandosi tre volte per ridere sguaiatamente nella direzione degli altri personaggi, scompare dalla scena.

## Temi nell'opera
- Tentativo di svelare il meccanismo e la magia della creazione artistica e il passaggio dalla persona al personaggio, dall'avere forma all'essere forma.
- Eliminazione dello spazio artistico, disintegrazione dello spazio teatrale.
- Creazione di scene traumatiche (volontà di vivere una vita autentica da parte dei Sei personaggi, in cui però si ripete l'angoscia delle colpe).
- Scomposizione delle strutture drammatiche (teatro nel teatro).
- Comunicazione fondata sulla trasmissione di messaggi inautentici, non rispondenti al nostro essere, perché impossibili da racchiudere nella convenzione del parlato, il che porta a rapporti compromessi sul nascere e quindi ad una solitudine senza rimedio.
- Rottura della quarta parete ad opera dei personaggi.
- Frammentazioni della linea temporale, perché secondo Pirandello la vita non segue un corso lineare.